# Pio Fedi

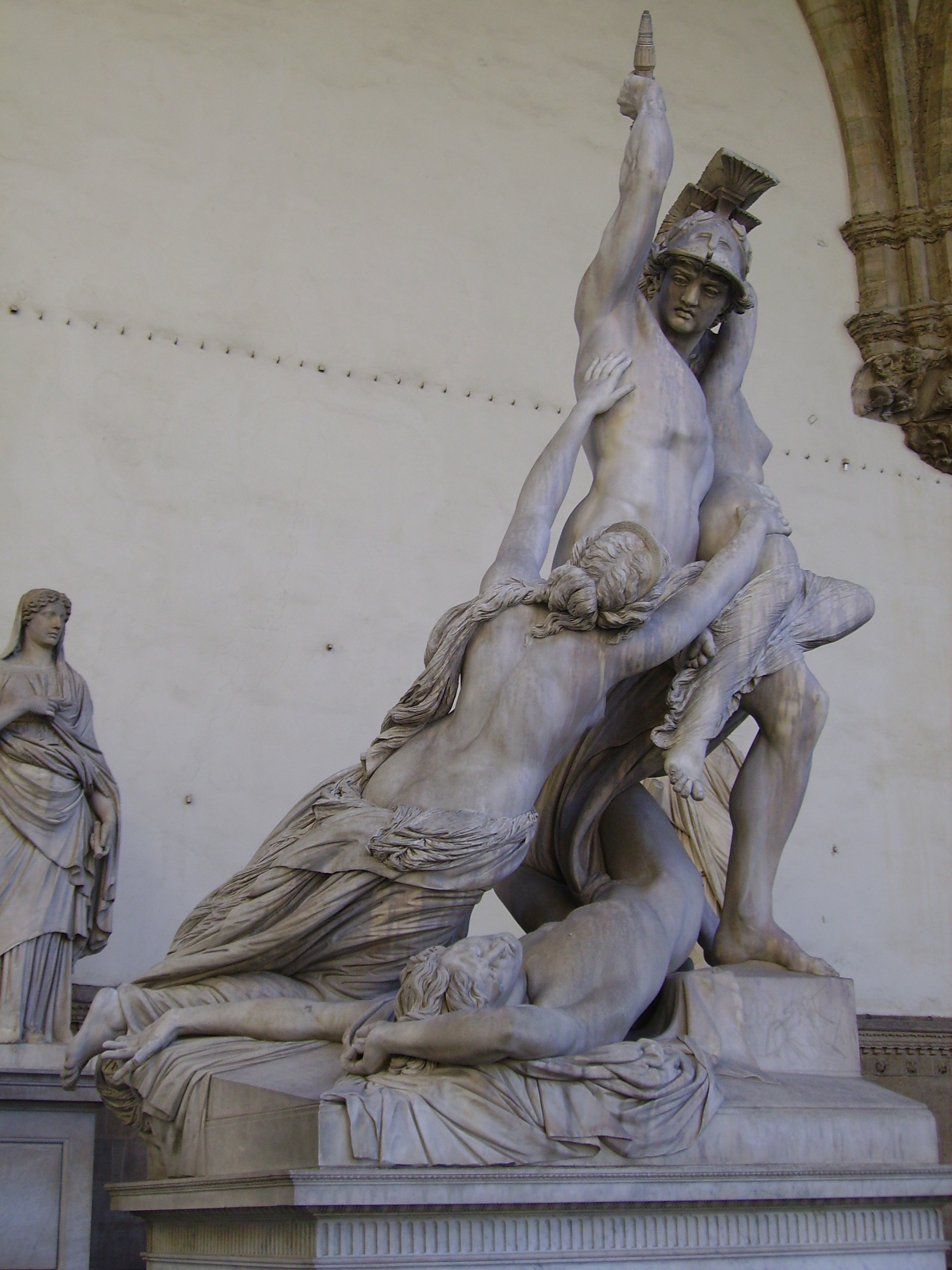
El rapto de Políxena en la Loggia dei Lanzi (Florencia)

Pio Fedi (Viterbo, 1815-Florencia, 1892) fue un escultor italiano.

## Biografía
Hasta los dieciséis años fue aprendiz de platero en Florencia y luego pasó a Viena, donde estudió grabado. Al volver a Florencia ingresó en su Academia de Bellas Artes y allí se dedicó a la escultura siendo, finalmente, pensionado para estudiar en Roma, donde compuso obras como Jesucristo socorriendo a los enfermos, San Sebastián y Cleopatra (1844). En 1846, por encargo del gran duque Leopoldo II de Toscana, que lo empleó después con frecuencia, esculpió las estatuas de Andrea Cesalpino y Nicola Pisano.
Se le debe, además, un monumento para celebrar la anexión de la Toscana al Reino de Cerdeña (1860), La Esperanza alimentando al Amor (1861), El Amor dominando a Júpiter y a la Tierra, La poesía sagrada, Pia de Tolommei, El Ángel de la Guarda transportando un alma al cielo y Nello della Pietra, grupo inspirado en una escena de la Divina comedia.
Su escultura más conocida es El rapto de Políxena, que se encuentra en la Loggia dei Lanzi de Florencia.